# Gaspard de Prony
Gaspard Riche, barone di Prony (Chamelet, 22 luglio 1775 – Parigi, 29 luglio 1839), è stato un ingegnere, matematico e musicologo francese.

## Biografia
Studioso dai vasti interessi, si occupò approfonditamente di una notevole gamma di problemi attinenti all'ingegneria e assai spesso a diverse altre discipline, meritandosi l'appellativo di "encyclopédiste".
Per quanto riguarda l'acustica musicale il suo contributo fu l'elaborazione matematica della scala musicale. Nel 1822 scrisse un breve saggio dal titolo: Instruction élémentaire sur les moyens de calculer les intervalles musicaux, nel quale dimostra l'utilità dell'impiego dei logaritmi in base 2 al fine di determinare gli intervalli musicali. Dieci anni dopo calcolò i logaritmi corrispondenti ai vari intervalli della scala temperata, naturale e pitagorica, fissando come unità di misura il "Semitono temperato".
Tale unità fu poi detta "prony" ed è un logaritmo che ha come base la radice dodicesima di 2.
Nella tabella che segue sono elencati alcuni intervalli di un'ottava ed i prony corrispondenti.
| Intervalli                     | Prony      |
| ------------------------------ | ---------- |
| Unisono 1/1                    | 0          |
| Limma 256/243                  | 0,9022500  |
| Semitono temperato             | 1,0000000  |
| Semitono naturale 16/15        | 1,1173129  |
| Piccolo tono intero 10/9       | 2,0391000  |
| Terza maggiore temperata       | 4,0000000  |
| Quarta naturale 4/3            | 4,9804500  |
| Quinta naturale 3/2            | 7,0195500  |
| Sesta maggiore naturale 5/3    | 8,8435871  |
| Settima maggiore naturale 15/8 | 10,8826871 |
| Ottava 2/1                     | 12,0000000 |

Essendo un discreto arpista dilettante, nel 1815 aveva inoltre presentato all'Accademia delle scienze una memoria sulla nuova arpa a doppio scappamento che Sébastien Érard aveva realizzato.